# Той-Дой
Той-Дой — опустевшая деревня в Слободском районе Кировской области в составе Светозаревского сельского поселения.

## География
Находится на расстоянии примерно 16 км по прямой на восток-юго-восток от районного центра города Слободской.

## История
Известна была с 1891 года. В 1905 году здесь (выселок из деревни Кругловской или Тойдоево) учтено было дворов 11 и жителей 82, в 1926 19 и 116 (все удмурты), в 1950 14 и 43 соответственно. В 1989 году оставалось 7 жителей. Современное название закрепилось с 1939 года.

## Население
Постоянное население не было учтено как в 2002 году, так и в 2010.